# Контерра (Меріленд)
Контерра (англ. Konterra) — переписна місцевість (CDP) в США, в окрузі Графство принца Георга штату Меріленд. Населення — 3158 осіб (2020).

## Географія
Контерра розташована за координатами 39°4′13″ пн. ш. 76°53′55″ зх. д. / 39.07028° пн. ш. 76.89861° зх. д. (39.070179, -76.898560).  За даними Бюро перепису населення США в 2010 році переписна місцевість мала площу 16,54 км², з яких 16,37 км² — суходіл та 0,17 км² — водойми.

## Демографія
Згідно з переписом 2010 року, у переписній місцевості мешкало 2527 осіб у 1009 домогосподарствах у складі 688 родин. Густота населення становила 153 особи/км².  Було 1076 помешкань (65/км²).
Расовий склад населення:
| - 50,0 % — чорних або афроамериканців - 29,8 % — білих - 12,0 % — азіатів - 0,8 % — корінних американців - 4,0 % — осіб інших рас |

До двох чи більше рас належало 3,4 %. Частка іспаномовних становила 11,2 % від усіх жителів.
За віковим діапазоном населення розподілялося таким чином: 17,8 % — особи молодші 18 років, 63,3 % — особи у віці 18—64 років, 18,9 % — особи у віці 65 років та старші. Медіана віку мешканця становила 46,5 року. На 100 осіб жіночої статі у переписній місцевості припадало 89,3 чоловіків;  на 100 жінок у віці від 18 років та старших — 83,6 чоловіків також старших 18 років.
Середній дохід на одне домашнє господарство  становив 101 367 доларів США (медіана — 99 250), а середній дохід на одну сім'ю — 111 986 доларів (медіана — 108 438). За межею бідності перебувало 12,0 % осіб, у тому числі 28,2 % дітей у віці до 18 років та 0,0 % осіб у віці 65 років та старших.
Цивільне працевлаштоване населення становило 1134 особи. Основні галузі зайнятості: освіта, охорона здоров'я та соціальна допомога — 29,5 %, науковці, спеціалісти, менеджери — 16,2 %, публічна адміністрація — 9,7 %, транспорт — 7,1 %.